# Torrent de Can Montllor
El torrent de Can Montllor és un curs d'aigua del Vallès Occidental que s'origina amb la unió de diversos torrents provinents de les Roques de la Jofresa i del turó dels Tres Pins. Transcorre enmig d'una espessa vegetació i frondosos llorers. Creua la urbanització de Can Vinyals on soporta un seguit de petits embassaments construïts el segle xix i poc després desemboca a la riera de Sentmenat.